# Vera Klee
Vera Klee (* 7. Mai 1964 in Aachen) ist eine deutsche Schriftstellerin. Sie wuchs in Aachen auf, wohnte fünf Jahre in Würselen, danach ab 1992 in Landgraaf in den Niederlanden, und seit März 2012 wieder in Würselen (Deutschland). Sie schreibt und veröffentlicht Kurzgeschichten für Erwachsene und Kinder, Lyrik (Haiku), Gruselstorys, Psychothriller und mörderische Kurzgeschichten als E-Books. Sie ist außerdem Autorin eines Sachbuchs für pädagogische Praxis.

## Leben
Vera Klee lebt im Dreiländereck Deutschland–Belgien–Niederlande in der Nähe von Aachen. Ihr Schlüsselerlebnis: 1998 (im Alter von 34 Jahren) erlitt sie eine Durchblutungsstörung im Gehirn (Mini-Schlaganfall) und man stellte bei ihr einen angeborenen Herzfehler (offenes, also persistierendes Foramen ovale – Atriumseptumdefekt – mit einem Vorhofseptumaneurysma) fest. Sie wurde im Universitätsklinikum Aachen erfolgreich mittels kathetertechnischem Verschluss (Herzschirmchen) operiert. Nachdem sie sich davon erholt hatte, begann sie, ihre Geschichten zu veröffentlichen.

## Veröffentlichungen (Auswahl)
Als Autorin
- Tiere rund um unser Haus (Kreisel; 46). Dreieck-Verlag, Wittlingen 2007, ISBN 978-3-929394-47-4 (zusammen mit Andrea Tillmanns).
- Schaurig schöne Geschichten (2009), auch als Hörbuch
- Schaurig schöne Geschichten Teil 2 (2009), als Hörbuch
- Schaurig schöne Geschichten Teil 3 (2009), als Hörbuch
- Mystery Edition 2010 (2010), als Hörbuch
- Die Legende der Moorhexe (2009), Hörbuch
- Die Reise in die Düsternis (2008), Mobilebook
- Sammelleidenschaft (2008), Mobilebook

als Herausgeberin
- Haiku (2008)
- Navi des Grauens. Für alle Freunde einer gepflegten Gänsehaut. Verlag Bächtold, Wangen 2010, ISBN 978-3-940951-69-4 (zusammen mit Astrid Pfister).

Als Autorin unter dem Pseudonym Isabella Pad
- Vampire brauchen Blut amazon/Kindle-Edition (2011), ISBN 978-1-4661-4177-3
- Vampire brauchen Blut – Die Rache amazon/Kindle-Edition, (2011), ISBN 978-1-4659-3188-7
- Alba amazon/Kindle-Edition (2011), ISBN 978-1-4658-4607-5
- Der Efeu amazon/Kindle-Edition (2011), ISBN 978-1-4660-4894-2
- Der Lamettakrieg amazon/Kindle-Edition (2011), ISBN 978-1-4658-3692-2
- Ein Job für die Ewigkeit amazon/Kindle-Edition (2011), ISBN 978-1-4661-7283-8
- Fleischlose Kost amazon/Kindle-Edition (2011), ISBN 978-1-4660-0795-6
- Vampire brauchen Blut – Doppelfolge amazon/Kindle-Edition (2011), ISBN 978-1-4661-2914-6
- Annas Neugier amazon/Kindle-Edition (2013), ISBN 978-1-3015-8256-3